# Vennov diagram
Vennov diagrám [vénov ~] je grafični prikaz odnosa med množicami. Leta 1880 ga je izumil John Venn. Vennovi diagrami se uporabljajo v teoriji množic, verjetnosti, logiki in računalništvu. Vennov diagram uporablja preproste zaprte krivulje, narisane na ravnini, za predstavitev množic. Te krivulje so pogosto krogi ali elipse.

## Pregled
- Presek dveh množic {\displaystyle ~A\cap B}
- Unija dveh množic {\displaystyle ~A\cup B}
- Simetrična razlika dveh množic {\displaystyle A~\triangle ~B}
- Razlika množice A (leva) in B (desna) {\displaystyle A^{c}\cap B~=~B\setminus A}
- Komplement množice A in univerzalne množice U  {\displaystyle A^{c}~=~U\setminus A}